# Willi-Graf-Gymnasium München

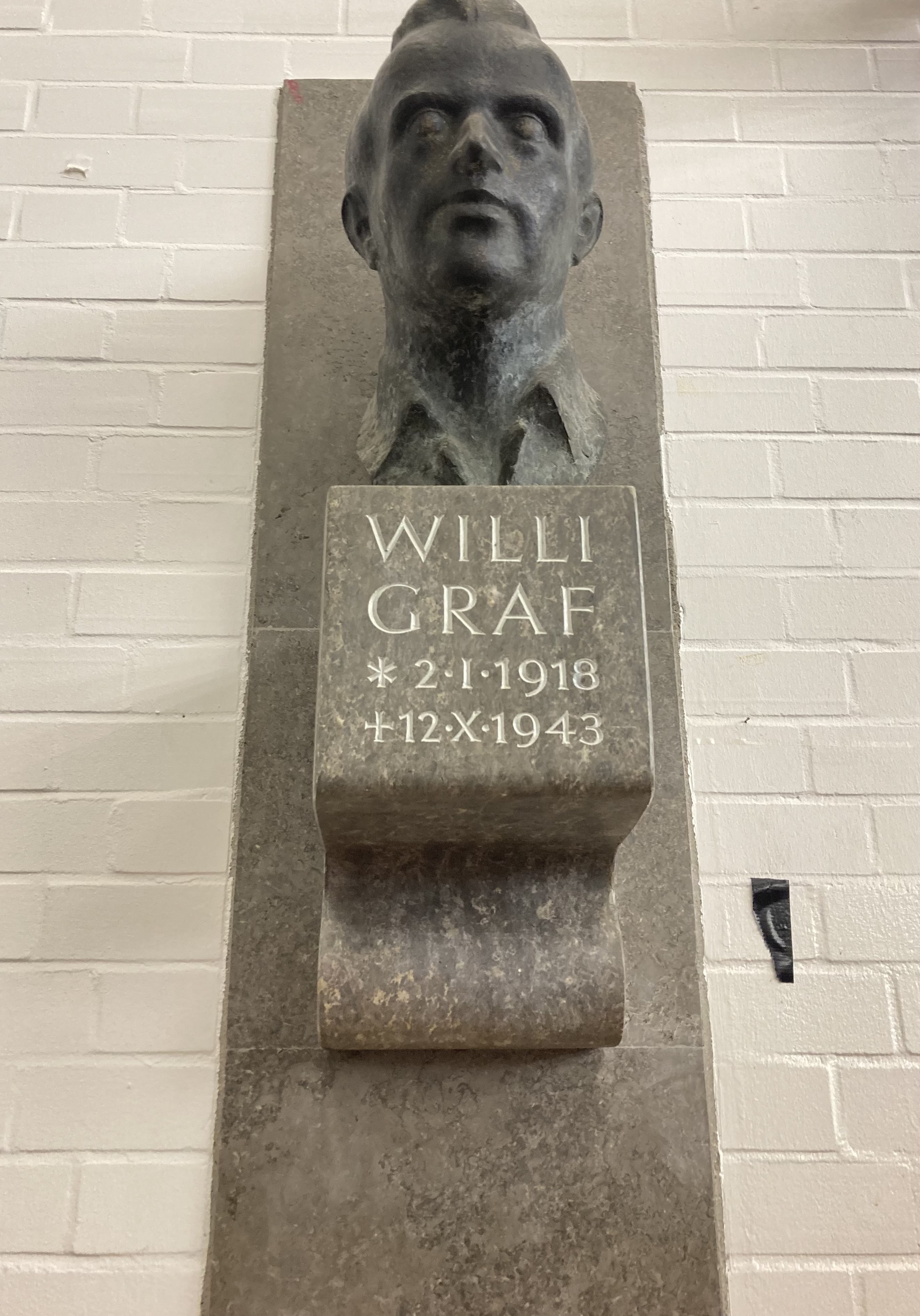
Büste von Willi Graf in der Aula der Schule

Das Städtische Willi-Graf-Gymnasium München ist ein 1972 gegründetes städtisches Gymnasium mit naturwissenschaftlich-technologischer und sprachlicher Ausrichtung im Südosten des Luitpoldparks im Münchner Stadtbezirk Schwabing-West. Im Schuljahr 2023/24 hatte es mehr als 1200 Schüler.

## Geschichte
Die Schule ist nach dem Mitglied der Widerstandsgruppe der Weißen Rose, Willi Graf, benannt. Auf dem Nachbargelände befindet sich das Städtische Sophie-Scholl-Gymnasium.

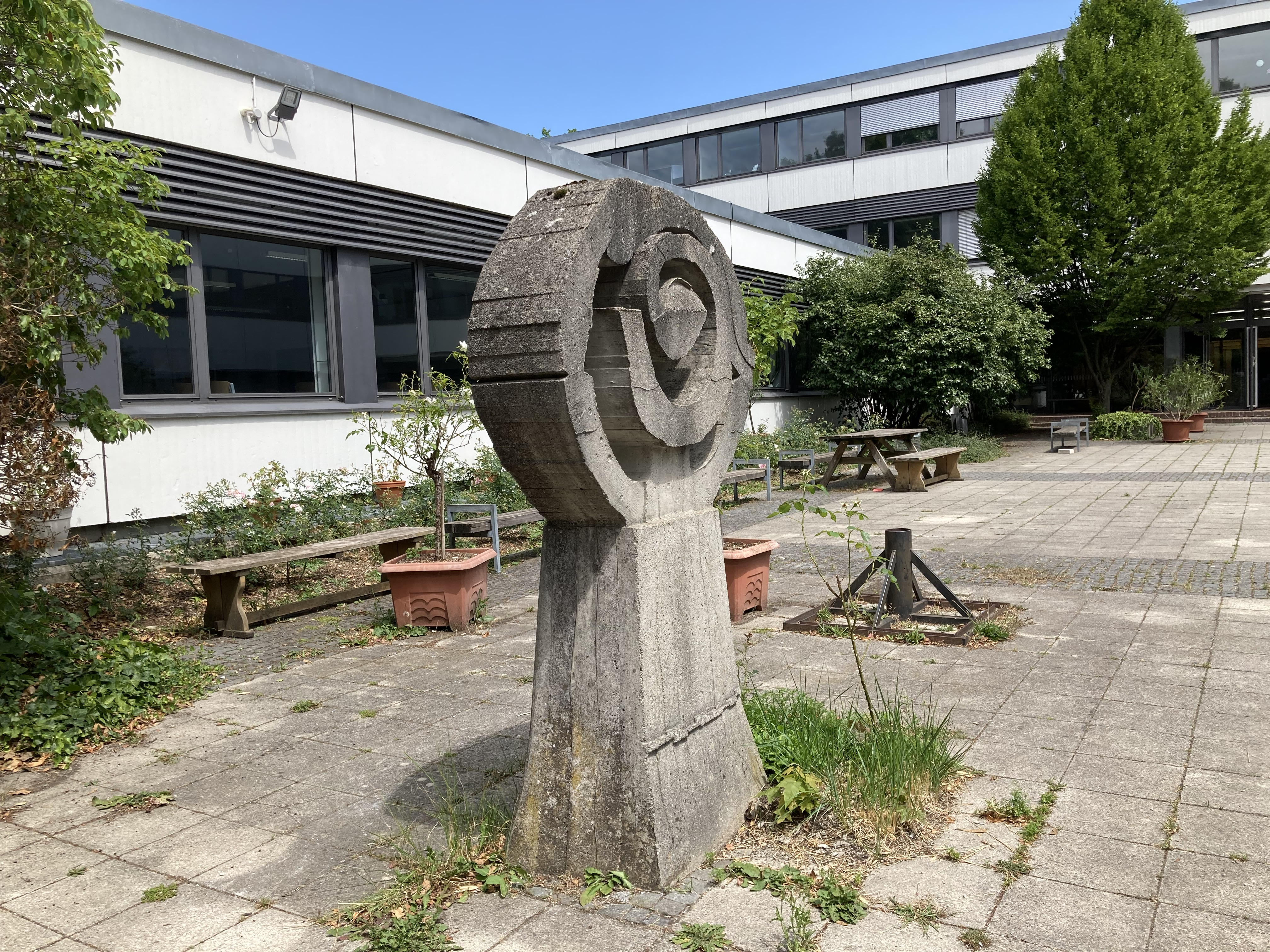
Denkmal an die „Weiße Rose“ in Form einer Rose aus Beton am Eingang des städtischen Willi-Graf-Gymnasiums

Neben dem Schulleiter Dominik Blanz und der Stellvertretung Angelika Ketterer arbeiten Alexander Schöberl und Ursula Wodiczka als Mitarbeiter der Schulleitung.
Im Februar 2010 wurden bei einer Pfefferspray-Attacke in der Mensa, die von einem Zehntklässler ausging, sieben Personen verletzt. Gegen den Täter wurde wegen des Verdachts der gefährlichen Körperverletzung ermittelt.
Am 9. Dezember 2019 veranstaltete das Willi-Graf-Gymnasium eine Zusammenkunft von über 140 oberbayerischen Schulen, die dort die Auszeichnung „Umweltschule in Europa“ erhielten. Des Weiteren hielten unter anderem der bayerische Kultusminister Michael Piazolo und der Schulleiter Dominik Blanz Reden über das umweltpolitische Engagement der Schüler und deren Projekte.
Im Mai 2022 bestand großer Platzmangel am Willi-Graf Gymnasium München. Einige Klassen mussten im Keller untergebracht werden, was laut Elternbeirat gesundheitliche Probleme zur Folge hätte.
Am 14. Mai des Jahres 2025 war die Schule von einer Protestaktion der rechtsextremen Identitären Bewegung betroffen, als drei Mitglieder dieser, kurz vor Ende der sechsten Stunde ein großes, zur Schule gerichtetes Plakat mit der Aufschrift „Dein Lehrer hasst Deutschland. Wehr‘ dich! “ aufhängten, Pyrotechnik zündeten und mit rechtsextremem Inhalt versehene Flugblätter verbreiteten. Diese Aktion stieß bei der Schülerschaft auf großes, sich unter anderem in dem gegen die Aktivsten gerichtetes Rufen von „Verpisst euch“ zeigendes Missfallen. Die Schulleitung kontaktierte die Polizei und erstattete Anzeige gegen die Aktivsten, während sie gleichzeitig das zivile Engagement der Schüler lobte.

## Angebot und Projekte
Es gibt verschiedene Hilfsangebote der Schule zur Unterstützung der Schüler wie das „Mentorenprogramm“, „Willi macht  stark“ oder das Nachhilfeprogramm „Willi hilft dir“. Außerdem soll durch „support@WILLI“  Mobbing vorgebeugt werden. Seit 2019 ist die Schule außerdem Teil der „Schule ohne Rassismus – Schule mit Courage“.
Das Gymnasium bietet einen von Schülern eigens geleiteten Sanitätsdienst als Wahlfach.
An der Schule findet sich ein wöchentlich stattfindender Philsophieclub zusammen, bei welchem die Schüler zusammen mit der Fachschaftsleitung des Fachs Ethik über ethische und philosophische Themen sprechen.
In der 5. Klasse findet eine fünftägige Klassenfahrt nach Maxhofen statt. Die 6. Klassen fahren im Winter für eine Schulwoche nach Wildschönau, um dort mit Hilfe der Lehrkräfte verschiedenen wintersportlichen Aktivitäten nachzugehen. In der 10. Klasse ist eine, von der Fachschaftleitung für „Politik und Gesellschaft“ Dr. Hubert Loeser geführte, „Politische Woche“ vorgesehen, die besonderen Fokus auf das Erinnern an die NS-Zeit legt.
2022 wurde das städtische Gymnasium als ErasmusPlus-Schule akkreditiert.
Einige während der Covid-19-Pandemie veranstaltete Projekte wurden im Juli 2022 durch das Bayerische Kultusministerium mit einer Urkunde und einem jeweiligen Preisgeld in Höhe von ca. 1000 € als „besonders kreativ und innovativ“ ausgezeichnet.
Die Schule nimmt jährlich im März an dem internationalen Mathematikwettbewerb Känguru der Mathematik teil.
Die Schule verleiht seit 2019 jährlich den Willi-Graf-Preis für besonderen Einsatz einzelner Schüler, Lehrer oder Gruppen. Seit 2022 ist das Gymnasium als Teilnehmer bei Jugend debattiert, einem Wettbewerb über das Debattieren, bei dem über 1000 Schulen bundesweit beteiligt sind, angemeldet.
Jährlich veranstaltet das Gymnasium im Frühjahr, für gewöhnlich kurz vor den bayerischen Faschingsferien, einen Faschings- und einen Winterball, der sich jeweils an die Unterstufe beziehungsweise Mittelstufe richtet und abendlich stattfindet.
Die Schule bietet die fremdsprachlichen Fächer Englisch, Latein, Französisch und Spanisch an.